# صامت أنفي

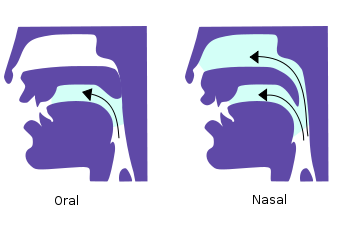

الصامت الأنفي في علم الصوتيات، ويسمى أيضا الانسداد الأنفي، التوقف الأنفي هو على النقيض تماما من الاحتكاكي الأنفي، هو حرف صامت مع انسداد في الصوت ييتم إصداره من شراع الحنك مما يسمح للهواء بالخروج بحرية من خلال الأنف.
عندما يبقى شراع الحنك مفتوحاً لا يتشكل الانفجار كما في الصامت الانفجاري بل يتشكل صامت أنفي.

## أمثلة
أمثلة على الصامت الأنفي في اللغة العربية هي حرفي الميم والنون ونون الغنة، وفي اللغة الإنجليزية هي ‎[m]‏ و‎[n]‏ و‎[ŋ]‏ . كما يوجد أمثلة أخرى على الصوامت الأنفية في اللغات الأخرى.